# Friedrich Poske (Pädagoge)
Friedrich Poske (* 5. April 1852 in Berlin; † 28. September 1925 ebenda) war ein deutscher Pädagoge und Naturwissenschaftler.

Friedrich Poske (seit 1945 verschollenes Porträt von Ginsberg, ca. 1883)

## Leben und Wirken
Dem Studium der Naturwissenschaften an der Königlichen Friedrich-Wilhelms-Universität Berlin von 1870 bis 1873 (bei Hermann von Helmholtz, Gustav Robert Kirchhoff und Robert Wilhelm Bunsen) sowie 1873/74 an der Großherzoglich Badischen Universität Heidelberg folgte 1874 mit der Schrift Über die Bestimmung der absoluten Schwingungszahl eines Tones und die Abhängigkeit der Tonhöhe von der Amplitude die Promotion. Von 1876 bis zu seiner Pensionierung 1917 war Poske am Berliner Askanischen Gymnasium zunächst als Oberlehrer, später als Professor und Geheimer Studienrat für Mathematik und besonders für Naturwissenschaften tätig. Dabei reichte sein Tätigkeitsfeld weit über den Unterricht hinaus. So wirkte er an der Reform des humanistischen Gymnasiums im Sinn einer stärkeren Berücksichtigung der mathematisch-naturwissenschaftlichen Fächer und an der Gründung des Naturwissenschaftlichen Vereins mit.
Zusammen mit Ernst Mach und Bernhard Schwalbe gründete er 1887 die Zeitschrift für den physikalischen und chemischen Unterricht, die er bis zu seinem Tode herausgab. Neben seinen rein naturwissenschaftlichen Tätigkeiten, die sich auch in einer Reihe von Veröffentlichungen niederschlug, widmete sich Poske auch geisteswissenschaftlichen Studien. Ein intensiver Gedankenaustausch, der zu mehreren Publikationen führte, verband ihn mit dem Haus Wahnfried und dem Bayreuther Kreis, insbesondere mit Heinrich von Stein. Nach dessen frühem Tod gab Poske seine nachgelassenen Werke heraus.
In erster Ehe verheiratet war Poske mit Elfriede Ginsberg (1848–1892). Nach deren Tod heiratete er 1898 die Sängerin Marianne Chales de Beaulieu. Der ersten Ehe entstammte ein Sohn, aus der zweiten gingen drei Töchter und zwei Söhne hervor, darunter der U-Boot-Kommandant Friedrich Poske. Im Jahr 1906 wurde er zum Mitglied der Leopoldina gewählt.

## Schriften
- Heinrich von Stein und seine Weltanschauung (zusammen mit Houston Stewart Chamberlain), München 1903, (2. Auflage 1905)
- Der naturwissenschaftliche Unterricht an den höheren Schulen (zusammen mit R. von Hanstein) in: Schriften des deutschen Ausschusses für den mathematischen und naturwissenschaftlichen Unterricht, II. Folge, Heft 5, Leipzig und Berlin 1918
- Die Naturwissenschaften in der neuen Erziehung, in: Die Neue Erziehung, 1. Jg., 1919, S. 401–407
- Zur Schulreform, Eine Aussprache über den mathematischen und naturwissenschaftlichen Unterricht, in: Unterrichtsblätter für Mathematik und Naturwissenschaften, 1921, S. 18f
- Der neue Kurs im preußischen höheren Schulwesen, in: Schriften des deutschen Ausschusses für den mathematischen und naturwissenschaftlichen Unterricht, II. Folge, Heft 9, Leipzig und Berlin 1924.

als Herausgeber
- Aus dem Nachlass von Heinrich von Stein, Dramatische Bilder und Erzählungen, Leipzig 1888
- Heinrich von Stein, Goethe und Schiller, Beiträge zur Ästhetik der deutschen Klassiker, Leipzig 1893
- Vorlesungen über Ästhetik, Nach vorhandenen Aufzeichnungen von Heinrich von Stein, Leipzig 1897
- Heinrich von Stein, Gesammelte Dichtungen (3 Bände), Leipzig 1900 ff.
- Zur Kultur der Seele, Gesammelte Aufsätze von Heinrich von Stein, Leipzig 1906
- Unterstufe der Naturlehre – Physik nebst Astronomie und Chemie nach A. Höflers Naturlehre für die unteren Klassen der österreichischen Mittelschulen, für höhere Lehranstalten des Deutschen Reiches, Braunschweig 1907 ff
- Oberstufe der Naturlehre, Braunschweig 1907 ff (nach 1925 von Bernhard Bavink unter den Autorennamen Poske und Bavink als „Lehrbuch der Physik“ fortgeführt).
- Didaktische Handbücher für den realistischen Unterricht an höheren Schulen (zusammen mit A. Höfler), Leipzig und Berlin 10 Bände, 1910 ff

| Personendaten    | Personendaten      |
| ---------------- | ------------------ |
| NAME             | Poske, Friedrich   |
| KURZBESCHREIBUNG | deutscher Pädagoge |
| GEBURTSDATUM     | 5. April 1852      |
| GEBURTSORT       | Berlin             |
| STERBEDATUM      | 28. September 1925 |
| STERBEORT        | Berlin             |